# Cupid (Lloyd)
Cupid è un brano musicale del cantante R&B statunitense Lloyd, estratto come secondo singolo dal suo quarto album studio King of Hearts il 9 agosto 2011. Il brano figura la collaborazione di Polow da Don, accreditato con lo pseudonimo di Awesome Jones!!!, ed è stato prodotto proprio da Polow da Don e Greg Curtis e scritto da by Bei Maejor, Polow A. Jones, Jason Perry, Curtis. Il remix del brano figura la collaborazione di Lloyd Banks e Awesome Jones!!!.

## Tracce
Digital single
1. Cupid (Clean version) - 4:07

## Classifiche
| Classifica (2011)                    | Posizione più alta |
| ------------------------------------ | ------------------ |
| U.S. Billboard Hot 100               | 104                |
| U.S. Billboard Hot R&B/Hip-Hop Songs | 11                 |